# Mały Nowy Jork
Mały Nowy Jork (ang. Staten Island, zatytułowany także jako Little New York) – francusko-amerykańska komedia kryminalna z 2009 roku oparty na scenariuszu i reżyserii Jamesa DeMonaco. Wyprodukowany przez EuropaCorp. Zdjęcia kręcono w Nowym Jorku oraz w New Jersey.
Światowa premiera filmu miała miejsce 21 października 2009 roku podczas 22. Międzynarodowego Festiwalu Filmowego w Tokio.

## Fabuła
Historie trzech mieszkańców nowojorskiej dzielnicy Staten Island. Sully Halverson (Ethan Hawke) ma już dosyć mało satysfakcjonującej pracy. Parmie Tarzo (Vincent D’Onofrio), lokalny mafioso, marzy o przejęciu władzy w okolicy. Sklepikarz Jasper Sabiano (Seymour Cassel) ma już dosyć gangstera, który chce kontrolować jego biznes.

## Obsada
- Ethan Hawke jako Sully Halverson
- Vincent D’Onofrio jako Parmie Tarzo
- Seymour Cassel jako Jasper Sabiano
- Julianne Nicholson jako Mary Halverson

i inni